# Iroha
Iroha ist die Abkürzung für Iroha-uta (japanisch いろは歌 oder 伊呂波歌). Es ist ein japanisches Gedicht, das alle Zeichen (Kana) des in der Heian-Zeit verwendeten Mora-(Silben-)vorrats der japanischen Schrift bzw. des Klassischjapanischen genau einmal verwendet. Es ist damit wie auch das ältere Ametsuchi no Uta ein echtes Pangramm und wird zudem als Ordnungsschema verwendet.
Für das heutige Japanisch gilt dies nur noch bedingt, da Kana wie we und wi nicht mehr standardmäßig verwendet werden und das neuere n nicht im Gedicht enthalten ist.
Das Gedicht wird üblicherweise in Hiragana geschrieben.

## Herkunft
Der Autor ist unbekannt, im Allgemeinen wird die Autorschaft aber dem buddhistischen Gelehrten Kūkai (空海, 774–835) zugeschrieben, der unter dem postumen Namen Kōbō Daishi heute noch verehrt wird. Als Entstehungszeit des Gedichtes wird aber heute frühestens das späte 10. Jahrhundert der Heian-Zeit angesehen, da es in dem zu dieser Zeit gehörenden Stil und Lautstand verfasst wurde. Sicher nachgewiesen wurde es erst für das Jahr 1079, wo es im Konkōmyō-Saishōō-kyō Ongi (金光明最勝王経音義) – einem Kommentar zu Aussprache und Bedeutung der Kanji in der Konkōmyō-Saishōō-kyō – enthalten ist.
Das Gedicht greift in freier Übersetzung einen Gedanken aus der buddhistischen Nirwana-Sutra (japanisch 大般涅槃経, Daihatsu-Nehan-gyō) auf. Dieser lautet, geschrieben auf Chinesisch, aber mit japanischer Aussprache gesprochen, so wie die heiligen Texte im japanischen Buddhismus gewöhnlich gelesen werden:
| 諸行無常 是生滅法 生滅滅已 寂滅爲樂 | Shogyōmujō zeshōmeppō shōmetsumetsui jakumetsuiraku | Alles ist vergänglich. Dies ist das Gesetz von Leben und Vergehen. Leben und Vergehen erlöschen, Nirwana führt zu Glückseligkeit. |

## Wortlaut
Im Konkōmyō-Saishōō-kyō Ongi wurde das Gedicht noch mit Man’yōgana geschrieben in 6 Zeilen mit je 7 Moren und einer Zeile mit 5 Moren:
以呂波耳本へ止

千利奴流乎和加

餘多連曽津祢那

良牟有為能於久

耶万計不己衣天

阿佐伎喩女美之

恵比毛勢須
Strukturell folgt es jedoch dem 7-5-Silbenschema der japanischen Dichtkunst mit einer verkürzten Zeile als Ausnahme. Heutzutage werden die Kana daher auch entsprechend angeordnet.
| Klassisch      | Klassisch        | Modern             | Modern          | Ordnungsschema | Ordnungsschema |
| Hiragana       | Lesung           | Kanji und Hiragana | Lesung          | Zahlen         | Buchstaben     |
| -------------- | ---------------- | ------------------ | --------------- | -------------- | -------------- |
| いろはにほへと | iro ha nihoheto  | 色は匂へど         | Iro wa nioedo   | 1–7            | ABCDEFG        |
| ちりぬるを     | chirinuru wo     | 散りぬるを         | Chirinuru o     | 8–12           | HIJKL          |
| わかよたれそ   | waka yo tare so  | 我が世誰ぞ         | Waga yo tare zo | 13–18          | MNOPQR         |
| つねならむ     | tsune naramu     | 常ならん           | Tsune naran     | 19–23          | STUVW          |
| うゐのおくやま | uwi no okuyama   | 有為の奥山         | Ui no okuyama   | 24–30          | XYZ–––         |
| けふこえて     | kefu koete       | 今日越えて         | Kyō koete       | 31–35          |                |
| あさきゆめみし | asaki yume mishi | 浅き夢見じ         | Asaki yume miji | 36–42          |                |
| ゑひもせす     | wehi mo sesu     | 酔ひもせず         | Ei mo sezu      | 43–47          |                |

## Übersetzungsvarianten
Der Sinn des Gedichtes, das die Vergänglichkeit dieser Welt behandelt, die der Dichter hinter sich lässt, ist zwar noch zu erfassen, in den Details weichen die Übersetzungen aber voneinander ab. Dem japanischen Text eng angelehnt lautet der Inhalt wie folgt:
Obgleich die Farben (der Blüten) duften,

fallen sie doch ab.

Was ist (schon) im Laufe unserer Welt beständig!

Die fernen Berge der Vergänglichkeit (des Wandels) überschreitend,

gibt es keinen seichten Traum mehr,

keine Befangenheit im Rausche.
Natürlich kann die Übersetzung in eine andere Sprache nicht den Zweck erfüllen, die vorkommenden Buchstaben und Zeichen der Zielsprache wiederzugeben, schon gar nicht in der idealen Weise, dass jeder Buchstabe nur einmal vorkommt.
Der Sinngehalt kommt aber in der folgenden Übertragung zur Geltung, die alle Buchstaben des deutschen Alphabets einschließlich des ß und der Umlaute, zudem alle Satzzeichen, enthält.
Duftig fällt der Blütenschauer

uns’rer Welt, was ist von Dauer?

Ferne Berge des Geschicks:

quere heut’ den Fluß, die Styx!

Traumgespinste, öd’ und leer;

trunken bin ich jetzt nicht mehr.

## Bedeutung
Das Gedicht diente als Übungstext (tenarai) für die zeitgenössische Silbenschrift. Es war, ähnlich unseren „a), b), c) …“ auch Zähl- und Einteilungsschema in Literatur und Nachschlagewerken. Diese Verwendung findet man auch heute noch, z. B. in Wörterbüchern bei der Aufzählung von Bedeutungsunterschieden, aber auch zur Nummerierung von anderen Sachen, wie den Sitzplätzen im Theater.
Auch das seit der Edo-Zeit beliebte Iroha-garuta, ein Kartenspiel, bei dem Sprichwörter oder Gedichte zu erraten sind, richtet sich nach diesem Gedicht. Es gibt ein heiteres Zwischenspiel des Nō-Theaters, ein Kyōgen, mit diesem Titel.
Auch die für Webseiten verwendete Formatierungssprache Cascading Style Sheets unterstützt eine Nummerierung gemäß Iroha. Allerdings wird diese von einigen Browsern nicht umgesetzt.
| <ol style="list-style-type:hiragana-iroha;"> <li>Punkt 1</li> <li>Punkt 2</li> <li>Punkt 3</li> </ol> | 1. Punkt 1 2. Punkt 2 3. Punkt 3 |
| <ol style="list-style-type:katakana-iroha;"> <li>Punkt 1</li> <li>Punkt 2</li> <li>Punkt 3</li> </ol> | 1. Punkt 1 2. Punkt 2 3. Punkt 3 |